# Phigalia subnigraria
Phigalia subnigraria är en fjärilsart som beskrevs av Uffeln. Phigalia subnigraria ingår i släktet Phigalia och familjen mätare. Inga underarter finns listade i Catalogue of Life.